# Worcester (Sudafrica)
Worcester è una città del Sudafrica, capitale amministrativa della municipalità locale di Breede Valley nonché il principale centro per il commercio e per la logistica interna della Provincia del Capo Occidentale.
La città di Worcester fu ufficialmente fondata il 28 febbraio 1820.
Nel 1832 Worcester era una città di frontiera.
Dagli anni sessanta del XIX secolo i coloni tedeschi vi iniziarono a coltivare vigne e frutteti.
Recentemente sono stati introdotti nella zona di Worcester anche diversi uliveti. La diga di Greater Brandvlei è usata a scopo di irrigazione ed è stata costruita nel 1937. I primi italiani arrivarono a Worcester solo dopo la fine della Seconda guerra mondiale.
Persone famose di Worcester sono: il Premio Nobel John Maxwell Coetzee, C. Louis Leipoldt, poeta e scrittore, e David Kramer, cantante e compositore.